# James Buchanan Duke

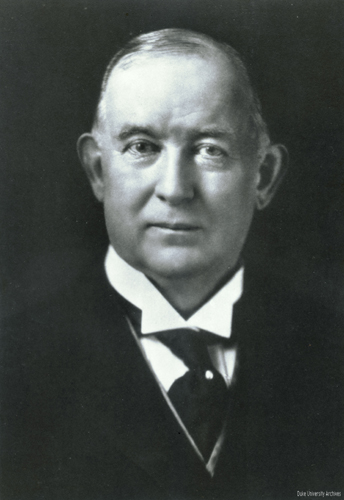
James Buchanan Duke

James Buchanan Duke (* 23. Dezember 1856 in Durham, North Carolina; † 10. Oktober 1925 in New York City) war ein US-amerikanischer Industrieller und Gründer des Tabakkonzerns American Tobacco. Mit der Einführung der mechanischen Zigarettenproduktion trug er maßgeblich zur Entwicklung der modernen Zigarette bei und verhalf ihr zu weltweitem Erfolg. Damit verbunden war auch der weltweite Anstieg des Tabakkonsums mit seinen negativen gesundheitlichen Folgen. Weiterhin war J. B. Duke Mitbegründer der heutigen Duke Energy. 1924 gründete er das gemeinnützige Duke Endowment, das heute über ein Stiftungsvermögen von mehreren Milliarden US-Dollar verfügt und seit 1925 soziale Programme mit insgesamt über 3 Milliarden US-Dollar unterstützte. Einen Großteil davon erhielt die zu Ehren der Familie nach ihr benannte Duke University.

## Leben und Wirken

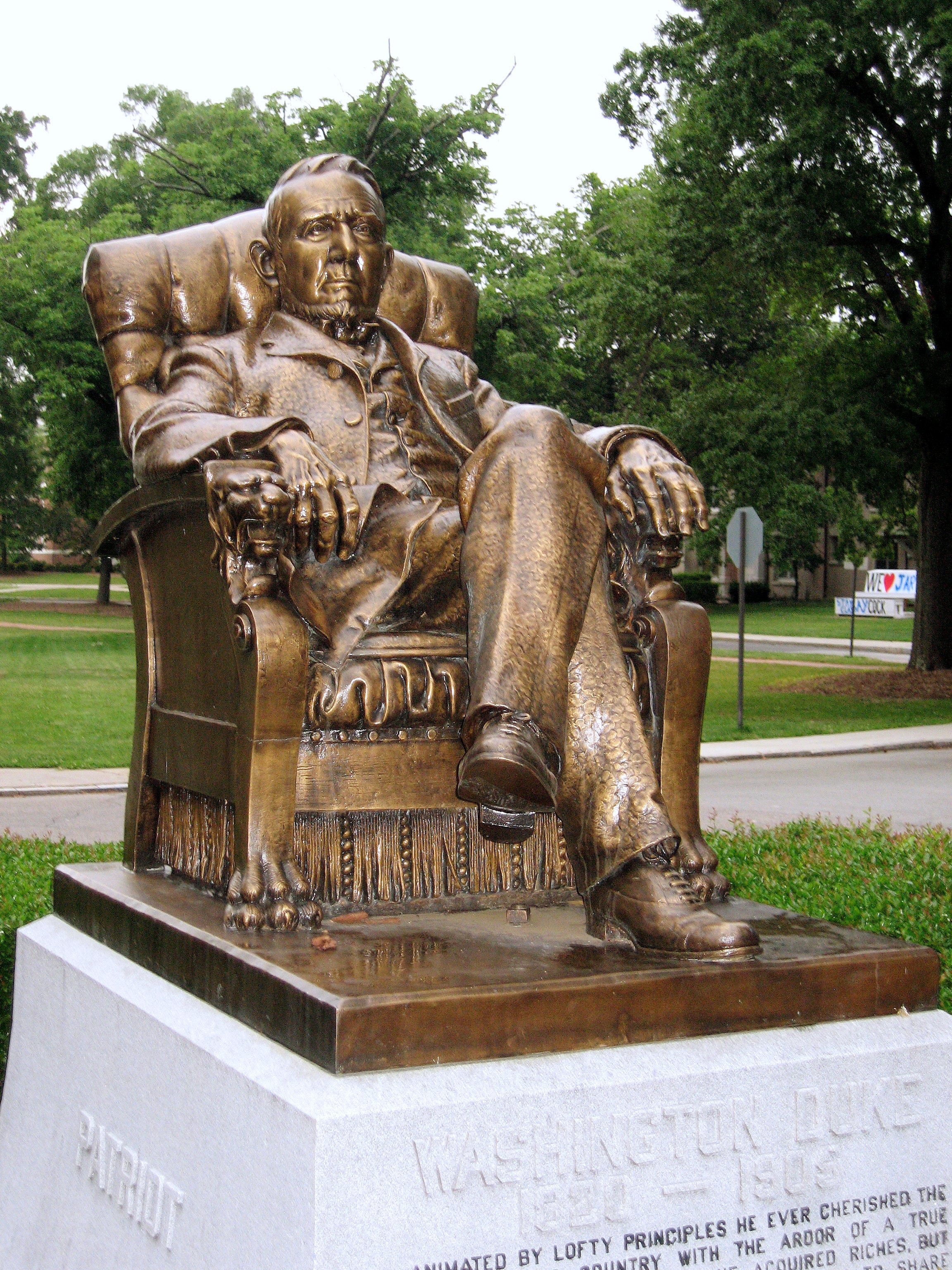
Statue von Washington Duke

### Herkunft und Elternhaus
James Buchanan Duke (von seinen Freunden „Buck“ genannt) wurde 1856 in North Carolina als Sohn von Washington und Artelia Roney Duke geboren. Er entstammte einer traditionsreichen Familie, die im Anbau von Tabak und dessen Weiterverarbeitung tätig war. Sein Vater, Washington Duke, führte in Orange County, North Carolina ein florierendes Tabakhandelsgeschäft. James Buchanan Duke war erst zwei Jahre alt, als seine Mutter Artelia und sein Bruder Sydney an Typhus starben. Von da an wurde er von seinem Vater und Verwandten aufgezogen. Buck hatte auch eine ältere Schwester, Mary Elizabeth Duke und einen älteren Bruder, Benjamin Newton Duke (genannt „Ben“ Duke).

### Kindheit und Jugendjahre
Als Washington Duke gegen Ende des Amerikanischen Bürgerkriegs einberufen wurde, kamen Buck und seine Geschwister Ben und Mary zu ihren Großeltern mütterlicher Seite. James Buchanan besuchte hier die Harden’s und die Pisgah Church Schule. Als sein Vater nach Kriegsende zurückkehrte, stand die Familie vor einer nahezu zerstörten Farm. Es blieben kaum mehr Mittel zur Verfügung, und die Dukes konzentrierten sich auf den einzig übrig gebliebenen Vermögensgegenstand auf der Farm, die von plündernden Soldaten übersehenen Tabakblätter. Im Zuge des Baus der Eisenbahnstrecke und der Entwicklung von neuen Tabaksorten begann Washington mit dem Tabakhandel. Bei der harten Arbeit unterstützten die neun- und zehnjährigen Jungen Buck und Ben ihren Vater tatkräftig, ihre Schwester Mary erledigte vor allem die Haushaltspflichten. Ein primitiver Holzschuppen diente den Dukes als erste „Fabrik“. Hier verarbeiteten sie den Tabak, verpackten ihn in Jutesäckchen, die mit der Aufschrift Pro Bono Publico gekennzeichnet waren, und vermarkteten ihr Produkt erfolgreich im östlichen Teil des Bundesstaates. Allmählich wurde aus der Familienfarm ein industrieller Betrieb. 1866 produzierten die Dukes rund 6.800 kg (15.000 Pfund) Tabak und errichteten ein weiteres Fabrikgebäude, indem sie einen alten Stall notdürftig umfunktionierten.
Neben der harten Arbeit in der Tabakfabrik besuchten Ben und Buck eine Schule nahe Durham, die die einzige im Dorf war. 1871 schickte Washington Mary und Ben in die New Garden School in Greensboro, North Carolina, eine Privatschule, welche nach den Prinzipien der Quäker geführt wurde. Sie wurde 1837 gegründet und 1888 in das Guilford College umgewandelt. 1872 kam auch Buck an die New Garden School, doch während er zuvor vor allem durch seine guten Schulleistungen und sein großes Interesse an der Zahlenlehre aufgefallen war, interessierte er sich wenig für Literaturwissenschaften und beendete die Schule, noch bevor das Semester halb vorbei war. Er besuchte später das Eastman Business College in Poughkeepsie, New York.

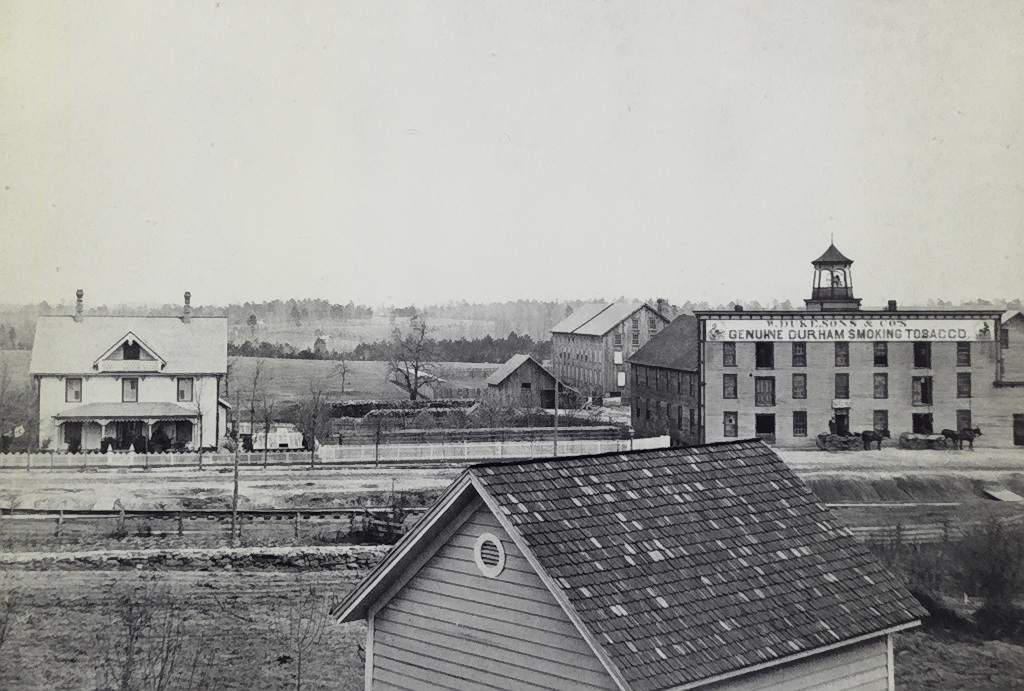
Die erste Tabakfabrik der Dukes in Durham, North Carolina, 1883. Links das Haus der Familie Duke.

Die Dukes produzierten weiter Rauchtabak unter dem Markennamen Pro Bono Publico. Damals war der Markt für Rauchtabak hart umkämpft und es gab nur beschränkte Absatzmöglichkeiten. Die W. T. Blackwell and Company war zu dieser Zeit mit ihrer Marke Bull Brand Tobacco einer der erfolgreichsten Tabakproduzenten des Landes und Vorreiter im Bereich des Brandings. Im Jahr 1873 errichtete W. Duke ein zweistöckiges Gebäude nahe den zwei anderen Fabrikbauten und die Dukes konnten in diesem Jahr etwa 56.700 kg (125.000 Pfund) Tabak herstellen. Mittlerweile hatte Washington auch ein paar junge, schwarze Arbeiter für die schwere Handarbeit eingestellt, die zuvor von Ben und Buck erledigt wurde. Die Stadt Durham entwickelte sich im Tabaksektor, durch die diversen Fabriken, Lagerhallen und die Bahnlinie, zu einem ernstzunehmenden Konkurrent für andere Standorte. Um gegenüber Blackwell konkurrenzfähiger zu werden, errichtete Washington 1874 eine dampfbetriebene Fabrik. Im Jahr 1878 wurde schließlich die W. Duke, Sons and Company gegründet.
Selbst wenn Buck als sehr guter Schüler galt, faszinierte ihn die Arbeitswelt immer mehr als das College und er kehrte schließlich in das Familienunternehmen zurück. Er beschäftigte sich intensiv mit allen Phasen des Tabakgeschäfts und zeigte schon bald Geschick bei Verhandlungen mit den Tabakanbauern. Obwohl er im College gute Schulleistungen erbrachte, erhielt er seine Ausbildung hauptsächlich durch die Arbeit im Familienkonzern, vom Anbau über die Ernte bis hin zur Vermarktung des fertigen Produkts. So wurde James B. Duke zunehmend die treibende Kraft im Tabakgeschäft der Familie und verhalf gegen Ende des 19. Jahrhunderts der W. Duke, Sons and Company zu nationaler Bedeutung in der Tabakindustrie.

### Familie

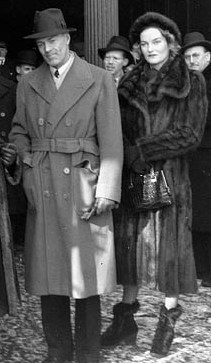
Doris Duke (rechts) mit ihrem ersten Ehemann 1940.

James Buchanan Duke war zweimal verheiratet. Seine erste Ehe mit Lillian Fletcher McCredy dauerte von 1904 bis 1906 und blieb kinderlos. Kurz nach der Scheidung heiratete James 1907 seine zweite Frau Nanaline Holt Inman, eine Witwe aus Georgia. Ein paar Jahre später, im Jahr 1912, wurde Doris als das einzige Kind von James und Nanaline Duke geboren; bei der Geburt war James bereits 56 Jahre alt. Er starb kurz vor Doris 13. Geburtstag und vermachte ihr die Hälfte seines Vermögens. Doris wurde häufig als „das reichste Mädchen der Welt“ bezeichnet und galt als extravagant und exzentrisch. Obwohl sie ein enormes Vermögen besaß, scheute sie sich nicht zu arbeiten, und ein erheblicher Teil ihres Vermögens floss in wohltätige Einrichtungen und Stiftungen. Doris Duke starb am 28. Oktober 1993 in Beverly Hills.

### Karriere

#### Firmenoberhaupt und Einstieg in die Zigarettenproduktion
James Buchanan Duke übernahm Anfang der 1880er Jahre zunehmend die Führung des Familienunternehmens W. Duke, Sons and Company und verwandelte das Tabakhandelsgeschäft von einem regionalen Unternehmen zu einem Global Player in der Tabakbranche. James war frustriert, dass er den von W. T. Blackwell dominierten Markt nicht spalten konnte, und traf eine wegweisende Entscheidung. Während unter Washington Duke vor allem Pfeifentabak produziert wurde, begann W. Duke, Sons and Company 1881 mit der Zigarettenproduktion. Damit stieg Duke in ein vielversprechendes Geschäft ein, denn die Zigarettenindustrie boomte zu dieser Zeit. Zwischen 1870 und 1880 hatte sich der Gesamtkonsum von Zigaretten in den USA von jährlich 14 Millionen auf 409 Millionen Einheiten erhöht und junge Fabrikarbeiterinnen rollten jeden Tag händisch in den Manufakturen mehrere Tausend Zigaretten. Rauchen wurde immer populärer und weil die Herstellung von Zigaretten in Handarbeit sehr viel Zeit in Anspruch nahm, waren alle Zigarettenfabriken daran interessiert, die Produktion zu mechanisieren.
Die Zigarettenindustrie hatte sich an anderen Standorten in den USA bereits etabliert, denn während die Tabakproduktion vor allem in Virginia und North Carolina stattfand, wurden Zigaretten in größeren Städten, wie z. B. New York City hergestellt. James konzentrierte sich besonders auf eine Marktnische im Tabakgeschäft, die fertig gerollte Zigarette. Für die Zigarettenproduktion stellte J. B. Duke 125 russische Immigranten ein, welche nach Durham zogen. Im Jahr 1881 produzierte die Firma 9,8 Millionen Zigaretten und die erste Zigarettenmarke hieß Duke of Durhams.

#### Mechanisierung der Zigarettenproduktion
Anfang der 1880er Jahre wurden verschiedene Maschinen zur Zigarettenherstellung entwickelt, die jedoch auf dem Markt keinen Erfolg hatten. Ab 1882 arbeitete James Duke mit dem jungen Mechaniker James A. Bonsack zusammen, der überzeugt war, die Zigarettenproduktion automatisieren zu können und hatte dazu 1881 eine Maschine patentieren lassen.

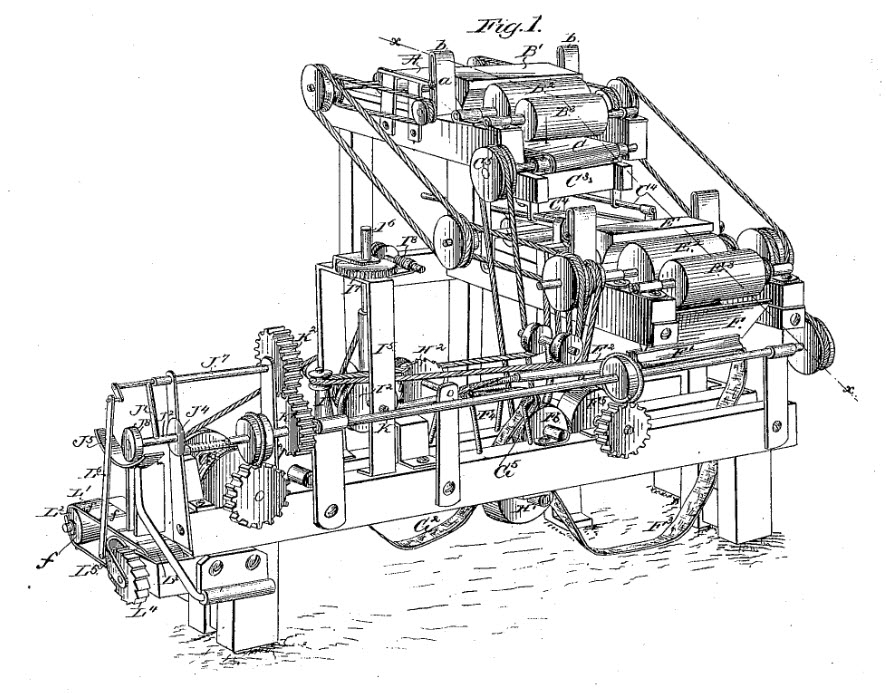
1881 von James A. Bonsack patentierte Maschine zum Rollen von Zigaretten.

1883 war die Maschine von Bonsack zum Mieten am Markt erhältlich. Während andere Produzenten, wie der Rivale Richmond oder die Allen & Ginter Company, es ablehnten, die Maschine zu verwenden, bestellte J. B. Duke zwei von Bonsacks Maschinen, da er Gefallen an der mechanischen Zigarettenherstellung gefunden hatte. Diese wurden im Jahr 1884 installiert. Der Ingenieur William T. O’Brian nahm noch einen Umbau an den Maschinen vor und schließlich waren die Geräte zum Einsatz bereit. Da James Duke Bonsack mit seiner ersten dauerhaften Bestellung innerhalb der amerikanischen Zigarettenindustrie versorgte, konnte er bei dieser Gelegenheit eine Reduktion der Lizenzgebühren und die exklusiven Rechte an der Maschine selbst aushandeln. Die Kontrolle über Bonsacks Maschinen und die erhöhte Produktivität ermöglichten nicht nur die führende Position in der Zigarettenindustrie, sondern auch eine Senkung der Produktionskosten. Sie fielen um mehr als 50 Prozent und reduzierten sich im Zuge der Weiterentwicklung der Maschinen weiter. Daraufhin zog James B. Duke nach New York und gründete dort eine weitere Fabrik, die sich als so erfolgreich erwies, dass sie innerhalb von fünf Jahren die Hälfte der landesweiten Zigarettenproduktion lieferte.

So konnte die W. Duke, Sons and Company die Nachschubprobleme, die seit 1885 durch regelmäßige Kapazitätsengpässe bei der Produktion entstanden waren, lösen. Mit den Maschinen erhöhte sich die Produktion von 9 Mio. Stück im Jahr 1885 auf 60 Mio. Stück im Jahr 1887. In den ersten Jahren ergaben sich allerdings neue Probleme. Eine Schwierigkeit der mechanischen Produktion war das schnelle Austrocknen der neuen Zigaretten, was später durch Zufügen von chemischen Zusatzstoffen verhindert werden konnte. Die größte Herausforderung war aber, Käufer für die neuen perfekt gerollten Zigaretten zu finden, da mit Bonsacks Maschinen 120.000 Zigaretten am Tag und somit etwa ein Fünftel aller in den USA konsumierten Zigaretten produziert wurden. J. B. Duke konzentrierte sich daher stark auf die Vermarktung und Werbung seines revolutionären Produkts. Er sponserte Pferderennen, verschenkte Zigaretten, nutzte bekannte Schauspielerinnen als Werbeträger und platzierte Anzeigen in diversen Magazinen. James praktizierte Marktforschung, indem er in jungen Jahren auf der Straße weggeworfene Zigarettenpackungen untersuchte. Dabei zeigte sich, dass die New Yorker Tabakhändler die machine-made cigarettes mit der Begründung ablehnten, dass sie beim Kunden nicht ankommen würden. Daraufhin startete der junge Unternehmer eine Marketingkampagne mit Plakatwänden und Zeitungsinseraten, um für seine Zigaretten zu werben. 

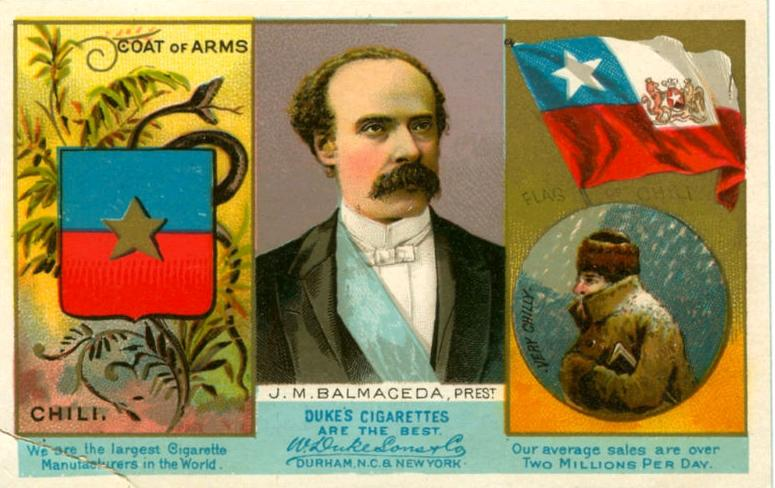
Zigarettenbild des ehemaligen chilenischen Präsidenten José Manuel Balmaceda, circa 1890

 Der Durchbruch in der Öffentlichkeit gelang schließlich mit kleinen Bildern berühmter Schauspielerinnen, Sportlern oder von Nationalflaggen, die in die Zigarettenschachteln mitverpackt wurden. Auf dem ersten Zigarettenbild war ein populärer Sänger der damaligen Zeit zu sehen. Der Wunsch der Kunden, komplette Serien der Zigarettenbilder zu besitzen, machte sie zu einem bedeutenden Werbeträger. 1886 präsentierte Duke dann noch eine eigene Verpackung für seine Zigaretten. James Buchanan Duke musste aggressiv werben und Nähe zum Konsumenten aufbauen, wenn er erfolgreich sein wollte. Allein im Jahr 1889 gab er 800.000 US-Dollar für Marketingzwecke aus (heutiger Wert etwa 25 Mio. US-Dollar). Im gleichen Jahr wurde die W. Duke, Sons and Company die größte Zigarettenfirma der Welt. Buck strukturierte sein Unternehmen entlang von Massenkonsum und Massenproduktion und darin lag auch seine besondere Begabung. Auch heute ist er noch für die aggressive Vermarktung seiner Produkte bekannt.

#### Gründung der American Tobacco Company
Für den Konkurrenzkampf reinvestierte J. B. Duke große Summen seiner Gewinne in Werbung. Trotzdem machten die sogenannten „Tabakkriege“, die zu dieser Zeit zwischen den fünf bedeutendsten Zigarettenproduzenten der USA um die Marktmacht ausgetragen wurden, dem Unternehmen zu schaffen. Nachdem es keinen klaren Sieger gegeben hatte, kooperierten die fünf Tabakproduzenten und schlossen sich 1890 zur American Tobacco Company zusammen, dessen Präsident James Buchanan Duke wurde. American Tobacco beherrschte zu dieser Zeit 80 Prozent des US-Binnenmarktes und nahm jährlich etwa 325 Millionen US-Dollar ein. Die ersten Jahre konzentrierte sich die American Tobacco auf die Produktion von Zigaretten, jedoch ging James Dukes Vision darüber hinaus. Seine Strategie war es, die Kontrolle über die amerikanische Tabakproduktion zu erlangen und er versuchte, so viele Produzenten wie möglich aufzukaufen oder zu ruinieren. Unter der Bezeichnung Tabak-Trust führte Buck den Firmengiganten zur Vorherrschaft auf dem Zigarettenmarkt. Die Unternehmensstrategie von James Buchanan Duke betraf jedoch nicht nur die USA. 1901 kaufte American Tobacco die Ogden Ltd, einen der führenden Tabakproduzenten in England, und betrat damit den europäischen Markt. England reagierte darauf schnell und kraftvoll, die 13 größten Tabakproduzenten des Landes schlossen sich zur Imperial Tobacco zusammen. 1902 handelten die American Tobacco und die Imperial Tobacco schließlich einen Waffenstillstand aus und gründeten die British American Tobacco. Da sich American Tobacco vom Markt im Vereinigten Königreich und Imperial Tobacco vom amerikanischen Markt zurückzog, sollte sich dieser neue Konzern auf die Tabaknachfrage in der restlichen Welt konzentrieren.
James Buchanan Duke entschied, dass kein eigener Tabak durch die American Tobacco produziert wurde, was die Machtungleichheit zwischen Bauern und Händlern beziehungsweise Produzenten verstärkte. Diese Unterschiede sind seit Anbeginn für die Tabakkultur charakteristisch und wurden von der American Tobacco Company (ATC) auch genutzt, um ihren Lieferanten immer niedrigere Preise aufzuzwingen, bis diese schließlich unter den Herstellungskosten verkaufen sollten. Dies führte schlussendlich am 24. September 1904 zur Gründung der „Dark Tobacco District Planters’ Protective Association of Kentucky and Tennessee“, kurz DTDPPA, einem Zusammenschluss von Tabakbauern, um sich gegen die übergeordnete Monopolmacht des Trusts erwehren zu können. Zu Beginn versuchte diese Organisation, die ATC per Boykott zur Kooperation zu zwingen: Alle Tabakbauern sollten dazu die Lieferung ihrer Tabakpflanzen verweigern. Um auch wirklich alle Bauern zur Teilnahme am Boykott zu zwingen und um eventuelle Streikbrecher einzuschüchtern, formierte sich die Silent Brigade innerhalb der DTDPPA. Da die ATC sich strikt weigerte, angemessene Preise zu bezahlen, radikalisierte sich die Silent Brigade, die als Night Riders bekannt wurden und mit Brandlegungen auf Tabakfarmen und in Tabakfabriken die Black Patch Tobacco Wars auf die Spitze trieben. Die involvierten Banken wiederum trugen zur weiteren Verschärfung des Konfliktes bei. Sie verweigerten Kredite an Bauern, die der DTDPPA angehörten und Spekulationen standen im Raum, dass sie dies auf Druck von Duke und John D. Rockefeller taten. Erfolgreiche Klagen gegen die Night Riders führten um 1908 schließlich zum Ende der Black Patch Wars. In Amerika war James Strategie, die Tabakproduktion zu kontrollieren, sehr erfolgreich. Im Jahr 1910 umfasste die American Tobacco 75 Prozent der Tabakproduktion des Landes und schloss Zigaretten, Schnupftabak, Kautabak, Rauchtabak und Zigarillos ein; nur die Zigarrenindustrie konnte der Konzern nicht beherrschen.

#### Zerschlagung der American Tobacco Company
Ein Jahr später, 1911, wurde die American Tobacco Company aufgrund der Antitrustgesetzgebung vom Obersten Gerichtshof in den USA zerschlagen. Dem Unternehmen wurde vorgeworfen „den freien Handel zu unterbinden“, danach wurde der Konzern in vier bedeutende Einzelunternehmen aufgeteilt: New American Tobacco Company, Ligget and Myers, P. Lorrilard und R. J. Reynolds. Dies war ein heftiger Rückschlag für Duke; ab diesem Zeitpunkt beschloss Duke, seine Energien voll und ganz dem Einstieg in den Strommarkt zu widmen.
Dennoch schuf James Buchanan Duke mit seinen Zigaretten ein universelles Produkt und verstand es, den Markt richtig zu nutzen. Trotz der bekannten gesundheitlichen Gefahren steigt der Gesamtkonsum von Zigaretten heute noch immer an. Sein Beharren auf der Mechanisierung der Zigarettenproduktion, seine Hingabe und Unternehmensstrategie sowie die erkannte Abhängigkeit von Marketingstrategien zur Erhöhung des Marktanteils an der Gesamtnachfrage revolutionierten die amerikanische Tabakindustrie und prägten entscheidend die Geschichte des Tabaks.

#### Erweiterung der Tätigkeitsfelder und soziales Engagement
Neben der sehr erfolgreichen Zigarettenproduktion gründeten die Dukes 1905 die Southern Power Company, später umbenannt in Duke Power. Die Gründung des Unternehmens ist auf die Firma von Bucks älterem Bruder, Benjamin Newton Duke, zurückzuführen. Er war erfolgreich in der Textilindustrie tätig, ein Sektor, in dem die Duke-Familie seit 1892 aktiv war. Der Bedarf an niedrigen Energiekosten für die Produktion führte schließlich zur Gründung der Southern Power Company. Der Einstieg in die Stromproduktion war ein weiterer Erfolg. Mit Duke Power wurden nicht nur Fabriken mit Strom versorgt, sondern zusätzlich ganze Gemeinden und Städte von North- und South Carolina. Bis heute spielt Duke Power in den USA eine große Rolle. Auch in Kanada errichtete Duke, gemeinsam mit dem Ingenieur William States Lee, Kraftwerke. Die am Saguenay River in Québec gelegenen Kraftwerke zählten damals, 1923, zu den größten der Welt. Durch einen Tausch eines der Kraftwerke gegen Anteile an der Aluminum Company of America erschloss sich Duke noch einen weiteren Geschäftszweig: Aluminium.

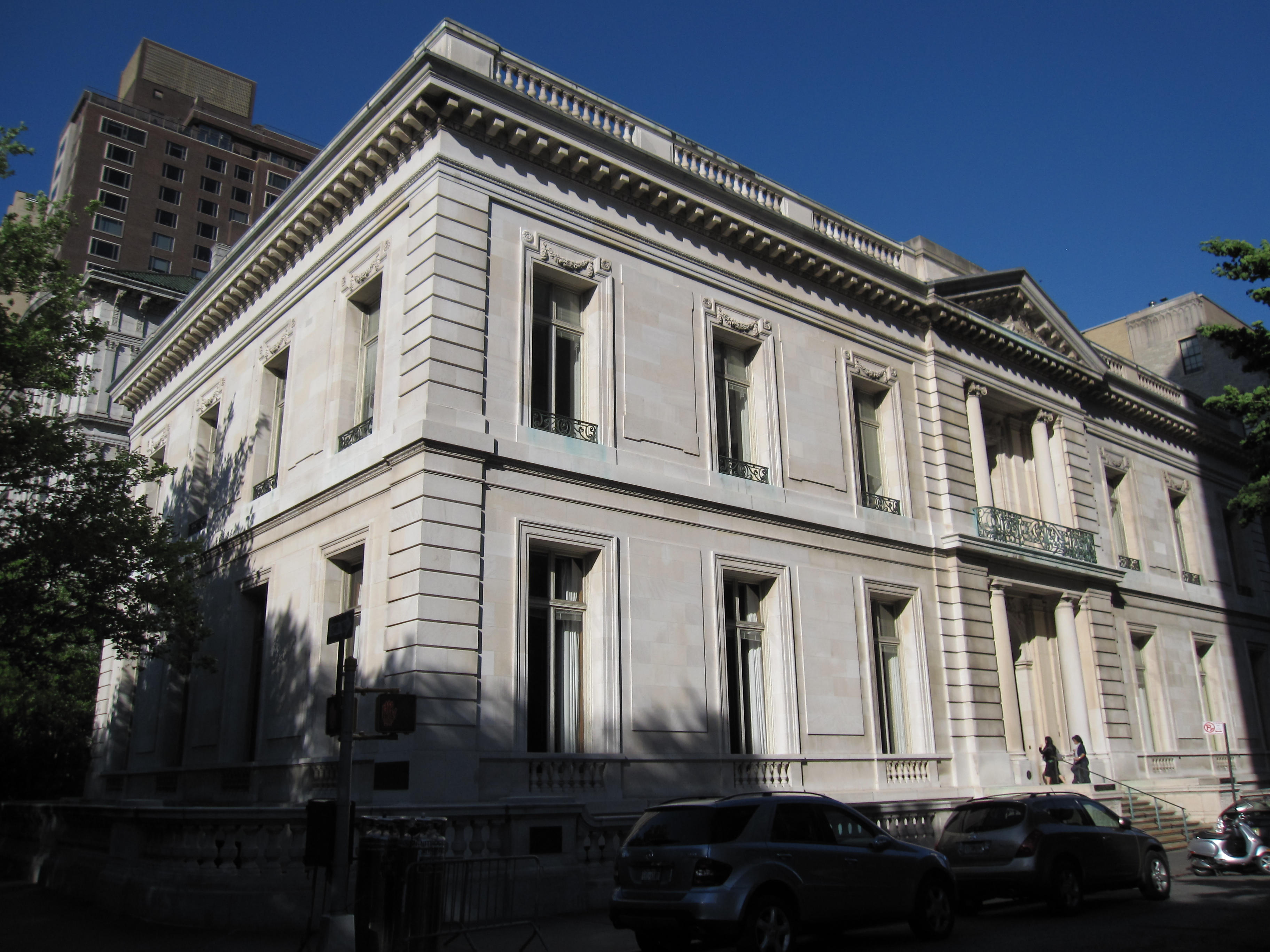
Das James B. Duke House in New York City, 2010. James B. Duke ließ es 1909–1912 errichten und starb hier 1925.

Ab 1915 widmete sich Duke stärker der Unterstützung wohltätiger Zwecke, da sein Bruder Ben, der bis dahin diesen Bereich leitete, schwer erkrankte. Mit seiner wirtschaftlichen Erfahrung und seinem Geschäftssinn verhalf Duke der Philanthropie in seiner Familie zu einer nachhaltigen Entwicklung. 1924, ein Jahr vor seinem Tod, gründete er die Stiftung Duke Endowment. Vor allem das Trinity-College wurde Hauptnutznießer dieser Stiftung. Auf dem Gelände des College wurde eine eigene Hochschule, die berühmte Duke-Universität errichtet.

### Krankheit und Tod
James Buchanan Duke erkrankte 1925 und im September des Jahres diagnostizierten seine Ärzte eine bösartige Anämie. Zu dieser Zeit gab es dagegen noch kein Heilmittel und James Buchanan Duke starb in seinem Haus in New York City am 10. Oktober 1925 an den Folgen der Krankheit; am 23. Dezember 1925 wäre er 69 Jahre alt geworden. Die Hälfte seines Vermögens hinterließ er seiner Tochter Doris Duke, die andere Hälfte ging mit 67 Millionen US-Dollar an die Stiftung Duke Endowment.
James Buchanan Duke wurde neben seinem Vater im Familienmausoleum auf dem Maplewood Cemetery in Durham begraben. Nachdem in den frühen 1930er Jahren die Duke Chapel auf dem Gelände der Duke University fertig gestellt worden war, wurden seine sterblichen Überreste zusammen mit denen seines Vaters und seines Bruders in drei Sarkophagen in die Gedenkkapelle der Kirche (Memorial Chapel) verbracht.

## Vermächtnis

### Duke-Endowment-Stiftung
Washington Duke war Methodist und seine Söhne Buck und Ben waren ebenfalls ihr Leben lang der methodistischen Kirche und dem damit verbundenen sozialem Engagement treu. Am 11. Dezember 1924 wurde die Duke-Endowment-Stiftung mit einem Startkapital von 40 Mio. US-Dollar von James Buchanan Duke, dem mit Abstand wohlhabendsten Mitglied der Duke-Familie, gegründet. Ein Jahr später wurde das Stiftungsvermögen auf 67 Mio. US-Dollar erhöht (in etwa 1,4 Mrd. US-Dollar in heutigen Zahlen). Ziel der Stiftung war und ist die Förderung der Einwohner von North- und South Carolina. Dabei wurden und werden ausgewählte Schul-, Gesundheits- und kirchliche Programme finanziell unterstützt. Ihr Hauptnutznießer sollte das Trinity College (heute Duke University) sein.
Durch die Gründung der Duke-Endowment folgte James den Mustern seiner Familie, die sich seit vielen Jahren im Sinne der Philanthropie engagierten. Beispielsweise unterstützte Washington das Trinity College bei der Übersiedlung nach Durham und Ben war Mitglied des Kuratoriums der Schule.
Um sicher zu gehen, dass die Stiftung nach seinem Tod im Sinne ihres Gründers handelte, verfasste James B. Duke Richtlinien zur Verwaltung der Stiftung, die „Indenture of Trust“. Der Stiftungsrat muss sich an diese Richtlinien halten. Das Gesamtvermögen der Stiftung betrug 2,8 Mrd. US-Dollar im Jahr 2012. Bis heute hat das Duke Endowment 3 Mrd. US-Dollar auf verschiedene Programme verteilt (43 % Hochschulbereich, 33 % Gesundheitsbereich, 12 % Kirchenbereich und 12 % Kinderbetreuungseinrichtungen).

### Duke University

Logo der Duke University

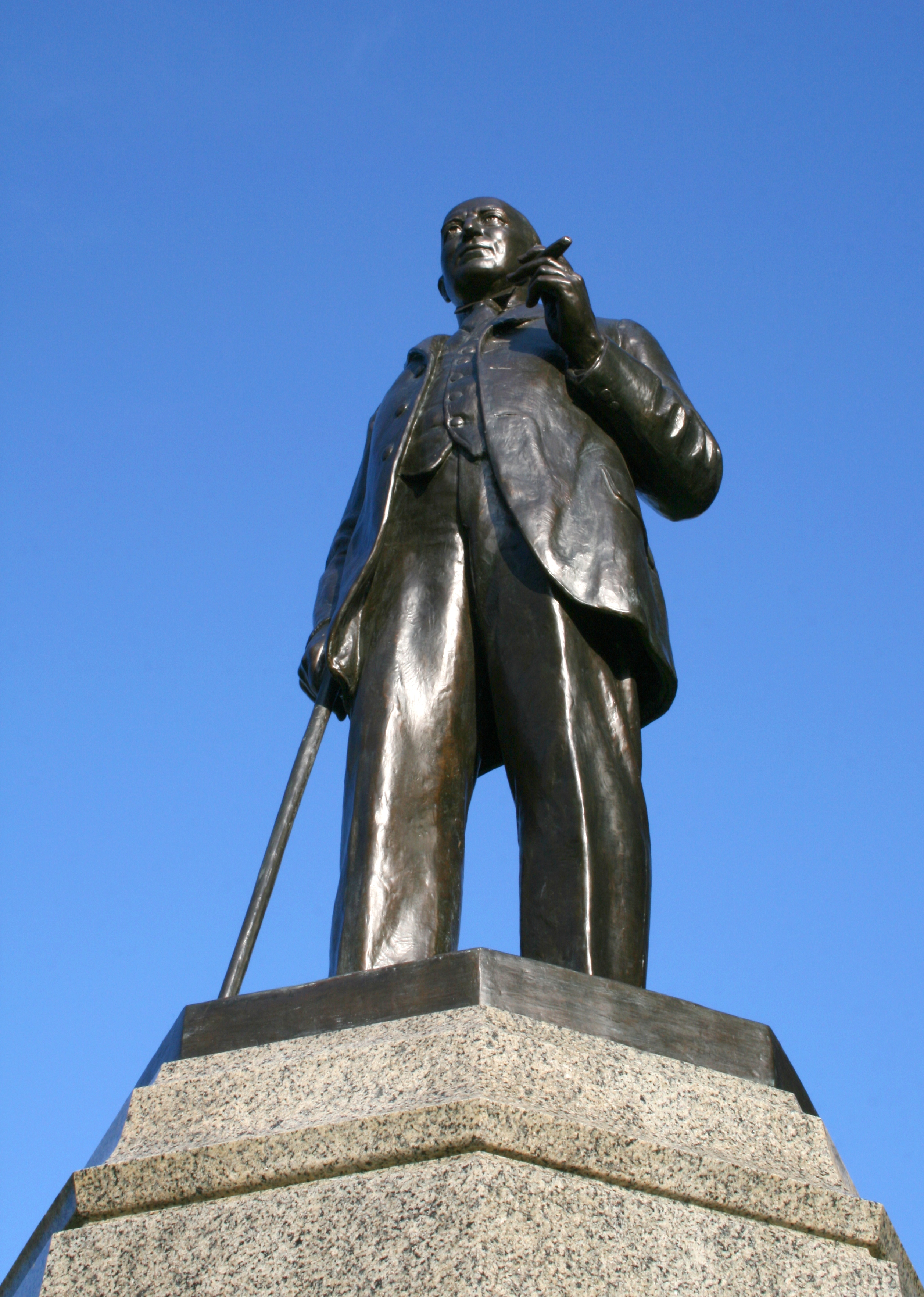
Statue von James B. Duke im Innenhof des Westcampus

James Buchanan Duke war weiterhin Wegbereiter der Duke University, einer Privatuniversität in Durham in North Carolina in den USA. Die Wurzeln dieser Bildungseinrichtung gehen bis ins Jahr 1838 zurück, als sie in der Stadt Trinity von Quäkern und Methodisten erbaut wurde. Deshalb war der ursprüngliche Name Trinity College. 1892 wurde es nach Durham verlegt.
Mit der Gründung der Duke-Endowment-Stiftung 1924 legte James Buchanan Duke die Weichen für den Ausbau zur Universität. Durch großzügige finanzielle Unterstützung seitens der Stiftung konnten die alten Anlagen renoviert und ein neuer Campus gebaut werden. Noch im selben Jahr wurde die Bildungseinrichtung Trinity College zu Ehren der Familie Duke in Duke University umbenannt. Noch heute gibt es eine Abteilung an der Duke-Universität, die sich Trinity College of Arts and Sciences nennt und undergraduate studies anbietet.
Zur Zeit studieren an der Universität über 6.500 Studenten und 8.100 Doktoranden. Außerdem wurde sie vom U.S. News & World Report im Ranking um die beste amerikanische Universität auf Platz sieben gewählt.
Duke Medicine ist Teil der Universität und beinhaltet das universitäre Gesundheitssystem, die medizinische Fakultät und die Krankenpflegeschule. Sie ist eines der größten klinisch-biometrischen Forschungsinstitute der USA.

### Duke Farms

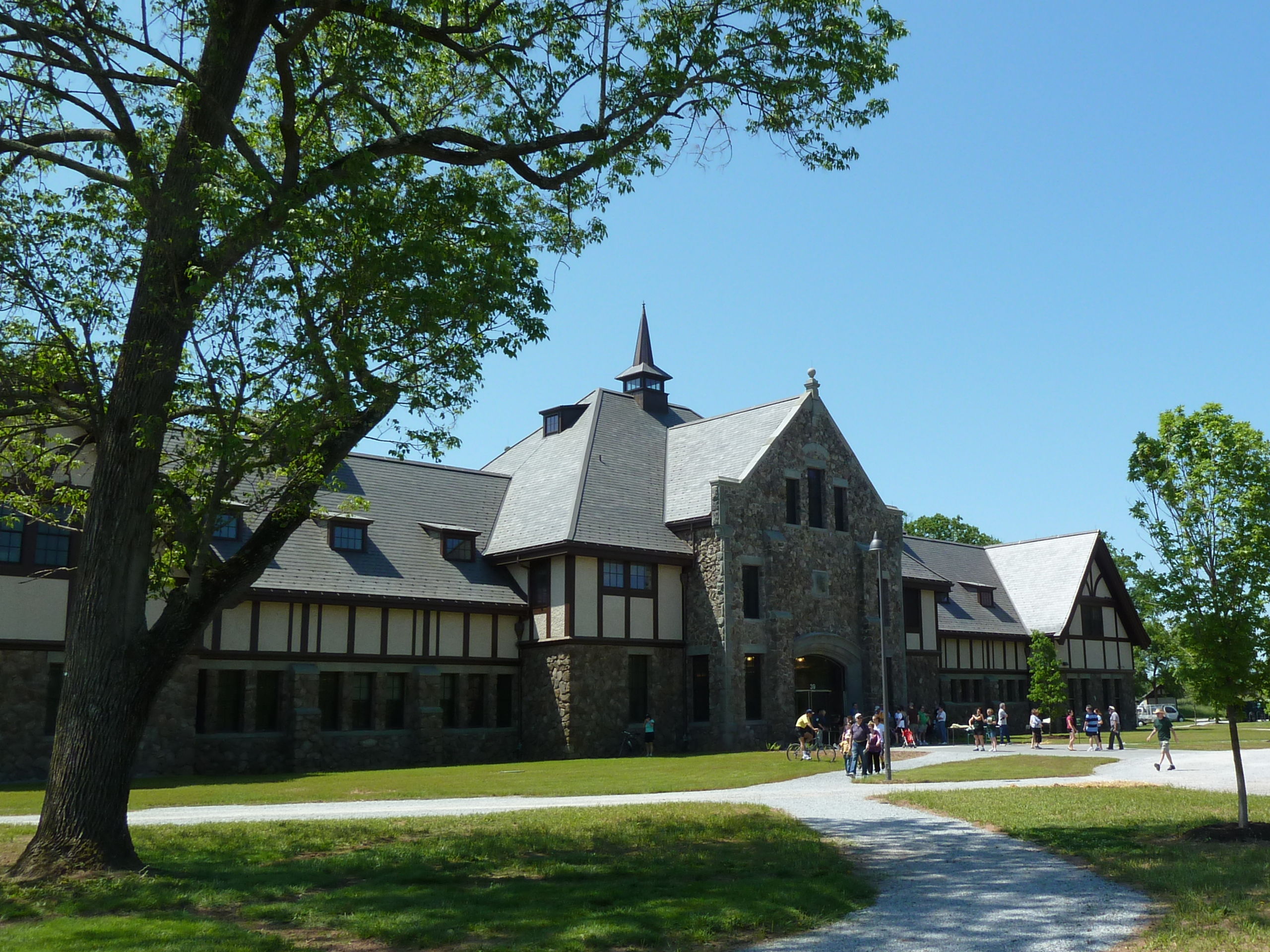
Ehemalige Scheune der Duke Farms, 2012

Ab 1893 widmete sich James Buchanan Duke intensiv seiner Leidenschaft, der Landwirtschaft. Er erwarb am Rande des Raritan Rivers eine 145 Hektar große Farm und erweiterte in den Folgejahren, durch den Ankauf von weiteren 40 angrenzenden Bauernhöfen, den Grundbesitz auf etwa 890 Hektar Anbaufläche. Ende des 19. Jahrhunderts gab James Buchanan Duke die Landwirtschaft wieder auf und wandelte den vorhandenen Landstrich in einen öffentlichen Park um, The Central Park of Somerset County. Dazu ließ er unter anderem Picknickplätze und einen Eislaufplatz sowie zusätzliche Gebäude und Seen errichten. Mit Beginn des Ersten Weltkrieges wurde der Park wieder in einen landwirtschaftlichen Betrieb zurückgewandelt, weil James Buchanan Duke damit die Versorgung der amerikanischen Armee unterstützen wollte.
Nach Dukes Tod erwarb seine damals 15-jährige Tochter Doris im September 1927 die Duke Farms von der Duke Farms Company für einen US-Dollar. Im Laufe der Zeit kaufte sie noch weitere angrenzende Bauernhöfe und ließ Wohnhäuser als auch Infrastruktur der alten Farmen verbessern. 1993 starb Doris Duke und hinterließ den Großteil der Duke Farms der Doris Duke Charitable Foundation. Seit 2003 stehen weite Teile der Duke Farms wieder der Öffentlichkeit zur Verfügung.

### Duke Energy

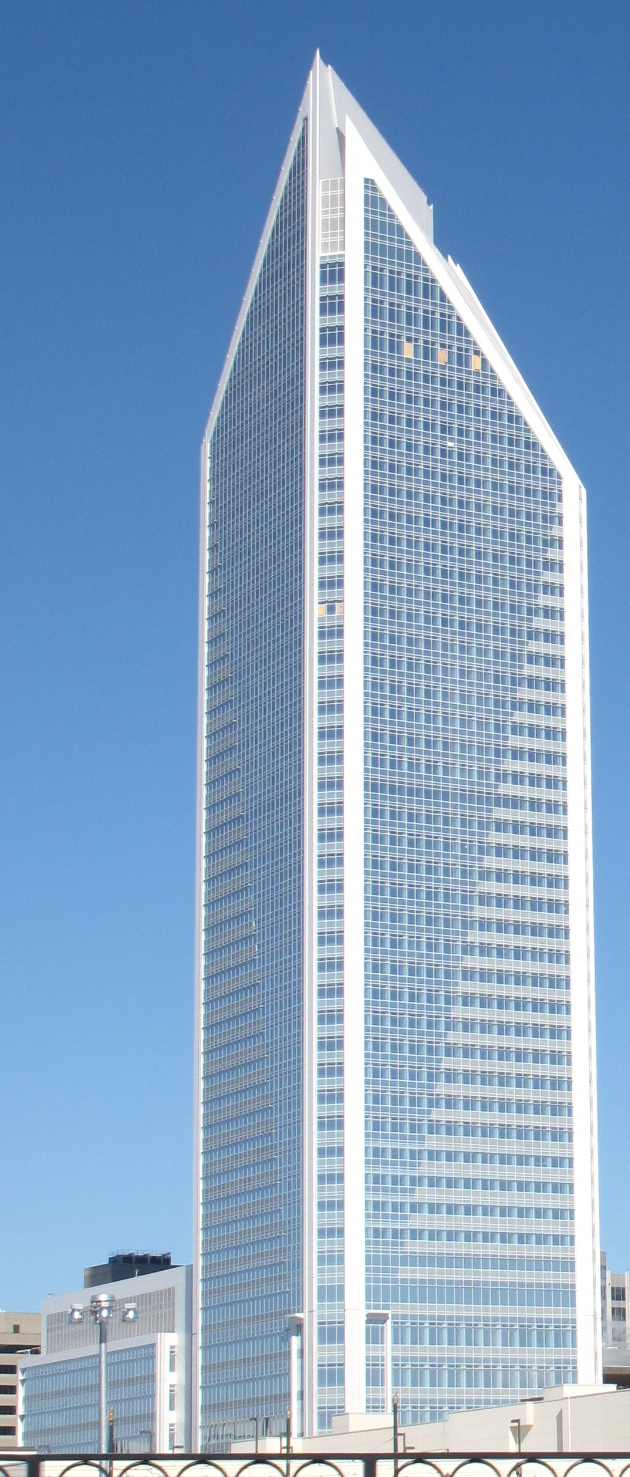
Duke Energy Center in Charlotte, 2010

Im Jahr 1905 gründeten die Dukes die Southern Power Company, später umbenannt in Duke Power. 1997 fusionierte diese mit PanEnergy schließlich zur heutigen Duke Energy, einem Energieversorgungsunternehmen aus Charlotte, North Carolina; die größte Energie-Holdinggesellschaft in den USA. Das Unternehmen versorgt etwa 7,2 Millionen Kunden mit Strom und 500.000 Kunden mit Gas. Es wurde 1900 von Dr. W. Gill Wylie, James Buchanan Duke und William States Lee gegründet. Duke Energy sollte North Carolinas Abhängigkeit von der Landwirtschaft verringern und das Wachstum der Industrie fördern. Das Unternehmen bietet ein breitgefächertes Spektrum bei der Energieerzeugung, es besitzt sowohl fossil-, nuklear- als auch wasserbetriebene Kraftwerke, die insgesamt eine Leistung von 57.700 MW haben.

### Duke Mansion
Das Anwesen wurde 1915 von Zebalon Taylor gebaut und befindet sich in Charlotte in North Carolina. 1919 kaufte James Buchanan Duke das Haus und vergrößerte es um das Dreifache. Es diente ihm als Wohnsitz in North Carolina. Nach seinem Tod wurde die Anlage verkauft und wechselte mehrfach den Besitzer. Im Zeitraum von 1957 bis 1976 befand sich das Haus im Besitz der Familie Lineberger. Herr Lineberger hinterließ nach seinem Tod das Anwesen der Duke-Endowment-Stiftung. 1977 wurde die Gebäudeanlage in das National Register of Historic Places eingetragen und steht somit auf der amerikanischen Kulturdenkmalliste.